# История на Хаити
Писмената История на Хаити започва на 5 декември 1492 г., когато европейският мореплавател Христофор Колумб открива голям остров в западната част на Атлантически океан, която по-късно става известна като Карибски басейн. Островът е обитаван от племената таино, един от аравакските народи, които наричат острова си по различни начини: Аюити, Бохио, или Кискея. Колумб обявява острова за владение на испанската корона, като го нарича  La Isla Española („Испанския остров“), по-късно латинизирано до Испаньола.